# محمية غاراجاو الطبيعية الجزئية
محمية غاراجاو الطبيعية الجزئية (بالبرتغالية: Reserva Natural Parcial do Garajau‏) ويُشار لها اختصارًا غاراجاو (بالبرتغالية: Garajau‏) هي محميةٌ مائيةُ برتغاليَّة تقع على خليج فونشال [الإنجليزية] قبالة شاطئ جزيرة ماديرا. توجد هذه المنطقة المحميَّة منذ عام 1986.
تعد موقعًا معروفًا للغوص بجهاز التنفس المكتفي ذاتيًا (غوص سكوبا) وللغوص الحر. توجد مراكز الغوص في محمية غاراجاو، وهي مدرجةٌ في «MPA Global»، وهي قاعدة بياناتٍ تركز على المناطق المائيَّة للمناطق المحمية في العالم والتي تحتوي على بعض مكونات الجرف القاري و/أو البحر والحلي.
توجد العديد من الأنواع البحريَّة التي يمكن رؤيتها في محمية غاراجاو، ومنها الهامور الهامشي (الاسم العلمي: Epinephelus Marginatus) والشيق المتوسطي (الاسم العلمي: Muraena helena) وغيرها. كما يُحظر الصيد داخل محميات ماديرا البحريَّة. توجد محميةٌ مائيةٌ طبيعيةٌ أخرى في ماديرا وتقع على الساحل الشمالي للجزيرة، وهي روشا دو نافيو (بالبرتغالية: Rocha do Navio‏).

## صور إضافية

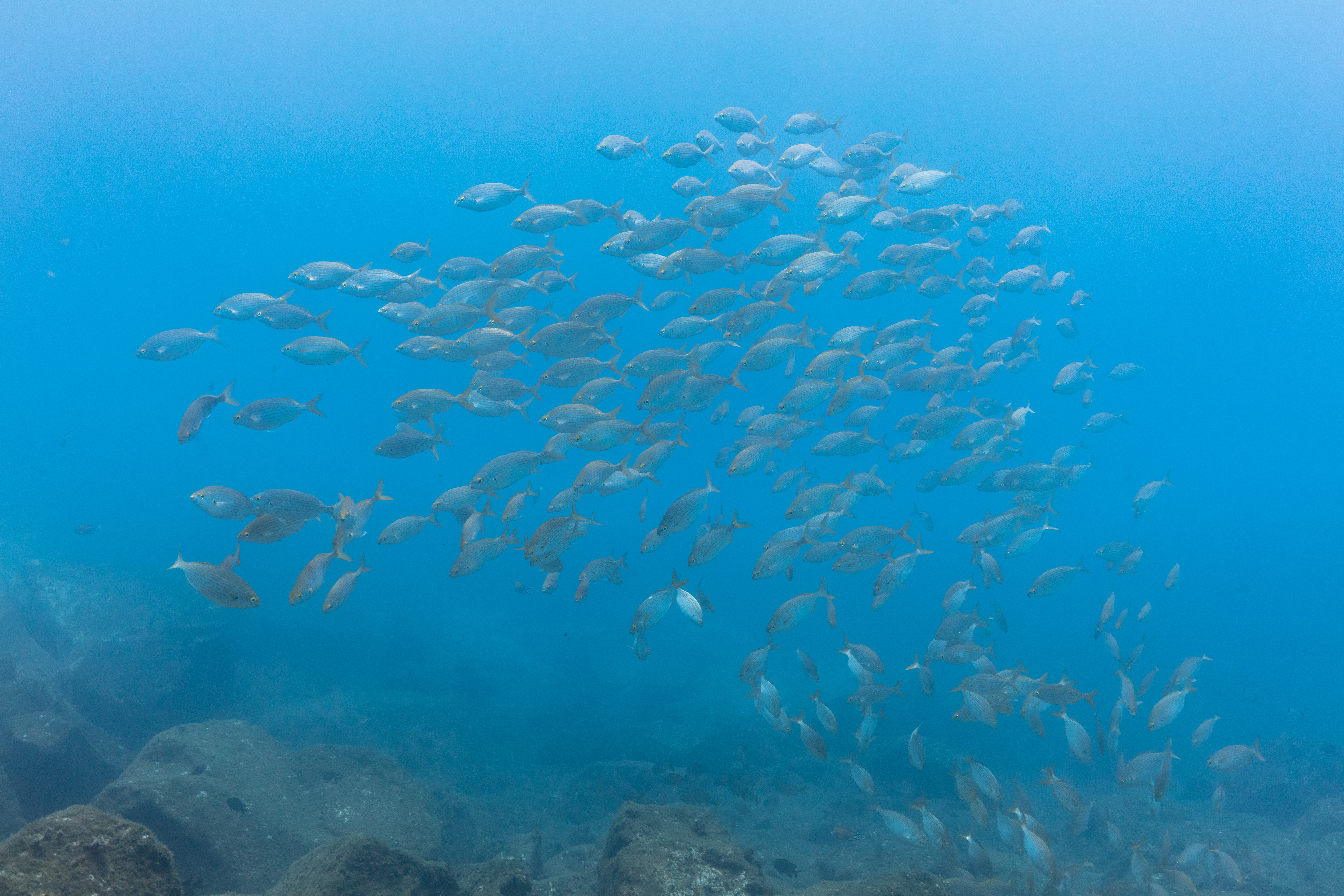
شلبة (الاسم العلمي: Sarpa salpa)
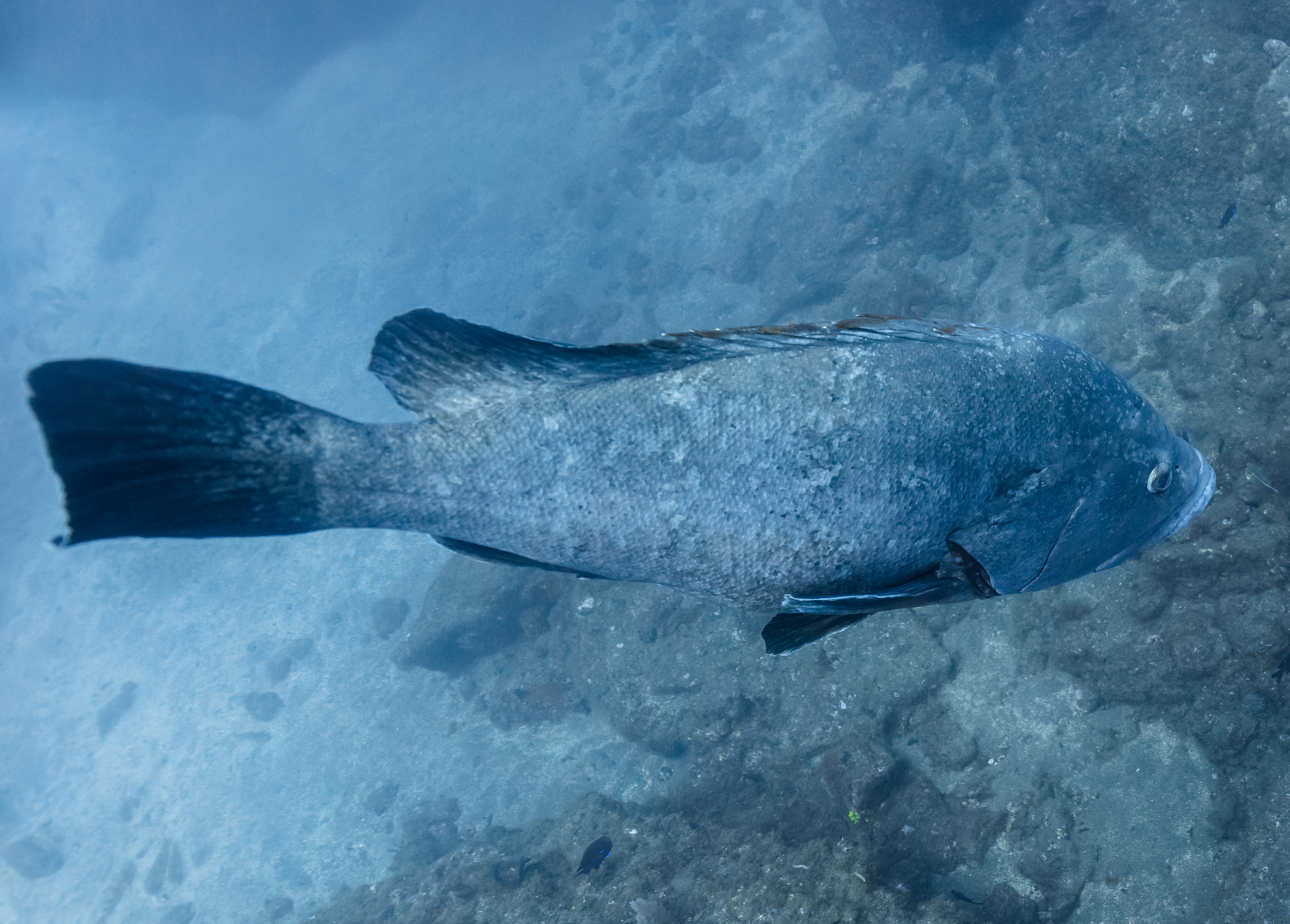
هامور هامشي (الاسم العلمي: Epinephelus marginatus)
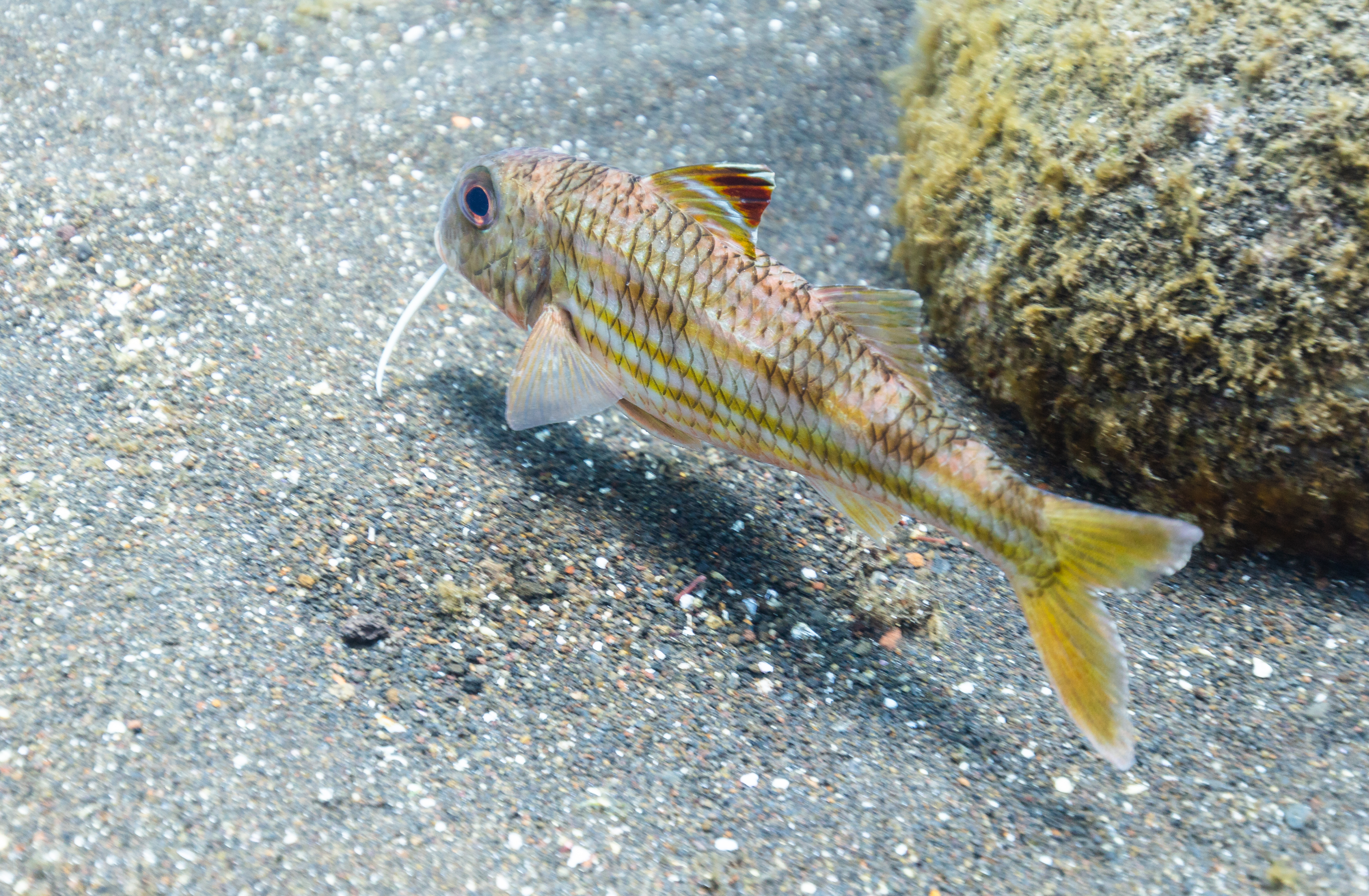
بربوني أحمر مخطط (الاسم العلمي: Mullus surmuletus)